# Wywiadownia gospodarcza
Wywiadownia gospodarcza – wyspecjalizowany podmiot zajmujący się odpłatnie pozyskiwaniem informacji dotyczących sytuacji gospodarczej przedsiębiorstw.
Wywiadownie przygotowują na rzecz swoich klientów raporty handlowe (gospodarcze), których celem jest zminimalizowanie ryzyka związanego ze współpracą z innym podmiotem. Zdobywają informacje stosując tzw. biały wywiad. Najważniejszymi źródłami danych dla wywiadowni gospodarczych są dokumenty składane do Krajowego Rejestru Sądowego (m.in. sprawozdania finansowe), prasa, publikacje branżowe, Internet, biura informacji gospodarczej, klienci, dostawcy, a także sami przedsiębiorcy.
Tworzą branżowe bazy danych, określają podstawowe parametry i trendy w poszczególnych sektorach gospodarczych, zajmują się tworzeniem wykazów dłużników i oferują wsparcie przy windykacji. Współpracują również z bankami i firmami ubezpieczeniowymi w zakresie analizy ryzyka. Niemniej jednak działalnością najbardziej identyfikowaną z wywiadowniami jest sporządzanie raportów o podmiotach gospodarczych.

## Historia
Pozyskiwanie informacji gospodarczych istniało od wieków, jednakże dopiero druga połowa XIX wieku przyniosła wzrost zapotrzebowania na profesjonalne informacje gospodarcze, a w konsekwencji – rozwój wywiadowni gospodarczych, początkowo zwanych biurami informacyjnymi.
Pierwsze na świecie biuro informacyjne, pod taką właśnie nazwą – Le bureau des renseignements (biuro informacyjne), świadczyło usługi śledcze i kredytowe. Założył je w 1833 w Paryżu Eugene–François Vidocq, były przestępca, a także właściciel wielu patentów i szef francuskiej policji kryminalnej Sûreté Nationale.
W 1841 r. w Stanach Zjednoczonych kupiec jedwabiu, Lewis Tappan uruchomił w Nowym Jorku pierwszą na świecie agencję udzielającą informacji wywiadu gospodarczego – Mercantile Agency Lewis Tappan & Co (Agencja Handlowa Lewis Tappan i spółka). Po kilku przekształceniach własnościowych w latach 1859–1933 zmieniono nazwę na R.G. Dun & Co. Drugą firmę wywiadowczą w USA – Mercantile Agency J.M. Bradstreet & Son, założył w 1849 kupiec tekstylny i jurysta, John M. Bradstreet. Obie firmy połączyły się w 1933 r. i do chwili obecnej działają pod marką Dun & Bradstreet.
Kolejnym biurem branży wywiadu gospodarczego była założona w 1862 r. w Amsterdamie przez kupca, W.J.J. Gompertza, funkcjonująca do dziś, firma Wys Muller Company. Jako drugie w Europie, z inicjatywy grupy miejscowych kupców i przemysłowców pod przewodnictwem Adama Hafenrichtera, w 1870 rozpoczęło działalność w Wiedniu Creditorenverein zum Schutz der Forderung von Insolvenzen (Stowarzyszenie wierzycieli do ochrony roszczeń przed niewypłacalnością). Po fuzji z Nordbömimischer Kreditorenverein w 1941 r. nazwę zmieniono na Kreditschutzverband von 1870 (Stowarzyszenie Ochrony Kredytów), obecnie KSV 1870. W 1872 w Berlinie powstało następne biuro informacyjne – Auskunftei W. Schimmelpfeng. Jego założyciel Wilhelm Schimmelpfeng wkrótce otworzył filie w Wiedniu, Budapeszcie, Paryżu, Londynie, Amsterdamie, Moskwie, Odessie, Poznaniu, Wrocławiu, Warszawie, Kairze i Sydney.
W Polsce po 1894, oprócz filii biura W. Schimmelpfenga, zaczęły powstawać inne biura wywiadu gospodarczego, takie jak Biuro Handlowo-Informacyjne Adolfa Rosenthala, założone w 1896 Biuro Informacyjno-Komisowe S. Klaczkina czy Wywiadownia Handlowa Kazimierza Piechockiego. Jednocześnie grupa prawników, kupców i bankowców rozpoczęła w 1898 prace nad ustawą o biurach informacji handlowych, która weszła w życie w 1905 r.
Odzyskanie przez Polskę niepodległości przyniosło dalszy rozwój wywiadowni gospodarczych, takich jak Biuro Kredytowo-Informacyjnego „Wywiad” Sp. z o.o. we Lwowie (w skład zarządu wchodzili przedstawiciele Związku Banków w Polsce) czy Międzynarodowe Biuro Informacyjne Providentia Bronisława Abramowicza, z którego usług korzystała m.in. firma E. Wedel.
Pierwszymi wywiadowniami gospodarczymi powstałymi w Polsce po 1989 były powstałe w 1990 r. – Info-Net (przy Krajowej Izbie Gospodarczej) i prywatna Info-Credit.

## Zawartość raportu handlowego
Raport handlowy przygotowany przez wywiadownię zawiera m.in.:
- dane teleadresowe podmiotu
- dane rejestrowe, m.in. skład kierownictwa, uprawnienia do reprezentacji, skład rady nadzorczej
- historię przedsiębiorstwa, przedmiot działalności, udział w rynku, kluczowi klienci, najważniejsi dostawcy
- informacje o spółkach zależnych, a także powiązaniach kapitałowych i osobowych
- kapitał, nieruchomości, zatrudnienie
- kierunki oraz wolumen importu i eksportu
- realizowane lub planowane inwestycje, fuzje lub przejęcia
- sprawozdanie finansowe podmiotu
- wypłacalność, ocena płatności, postępowanie windykacyjne
- nazwy banków obsługujących
- ocena zdolności kredytowej
- terminowość regulowania zobowiązań (tzw. moralność płatnicza)
- analiza wyników finansowych podmiotu na tle sektora
- Zadłużenie wobec Urzędu Skarbowego
- AML listy sankcyjne

## Źródła informacji wywiadowni
- dane z państwowych i samorządowych ewidencji i rejestrów, przede wszystkim z Krajowego Rejestru Sądowego (wraz z jego zasobami archiwalnymi oraz danymi publikowanymi przez Monitor Sądowy i Gospodarczy) i Centralnej Ewidencji i Informacji o Działalności Gospodarczej
- ankiety wysyłane do wypełnienia przedsiębiorcom,
- dane z kwerendy wycinków prasowych i publikacji internetowych[4].